# Heinrich von Pückler
Heinrich Graf von Pückler (* 14. April 1835 in Berlin; † 17. Mai 1897 in Riva del Garda) war Majoratsbesitzer und Mitglied des Deutschen Reichstags.

## Leben
Seine Eltern waren der Kammerherr Sylvius Wilhelm Carl Heinrich Reichsgraf von Pückler (* 21. August 1800; † 13. März 1859) und dessen erste Ehefrau Isabella Freiin von Constant-Rebecque (* 11. April 1809; † 29. Dezember 1852).
Pückler besuchte das Gymnasium in Schweidnitz und trat 1854 in das 1. Garde-Dragoner-Regiment ein. 1859 trat er zur Garde-Landwehr-Kavallerie über. Danach übernahm er den väterlichen Besitz in Welna bei Parkowo (Schönfeld). Er nahm an den Kriegen 1866 und 1870–71 in Frankreich bei der ersten Garde-Infanterie-Division teil. 1871 erbte er Branitz von seinem Vetter Fürst Hermann von Pückler-Muskau. Er war Kreistagsmitglied und 1885 Mitglied des Provinzial-Landtags in Posen. Pückler unternahm Reisen in Deutschland, Österreich, Frankreich, Spanien, Afrika, Italien, der Schweiz und Griechenland.
Graf Pückler war seit 1883 Rechtsritter im Johanniterorden und gehörte der Provinzial-Genossenschaft Schlesien an.
Von 1890 bis 1893 war er Mitglied des Deutschen Reichstags für den Wahlkreis Regierungsbezirk Frankfurt 9 Cottbus, Spremberg und die Deutschkonservative Partei.
Heinrich von Pückler heiratete am 2. Mai 1861 Louise de Constant Rebecque (1835–1921) und hatte mit ihr sechs Kinder, von denen folgende fünf Söhne das Erwachsenenalter erreichten und alle als Schüler auf die traditionsreiche Brandenburger Ritterakademie. gingen.
- Sylvius (1862–1891)
- August (1864–1937) ⚭ 1902 Theodora Gräfin zu Limburg-Stirum (1867–1953)
- Heinrich (1865–1950)
- Hermann (1871–1915) ⚭ 1900 Cécile Baronesse de Constant-Rebecque (1857–1941)
- Friedrich (1877–1963) ⚭ 1911 Renée Pusset (* 1887)